# Walt Dickerson
 (juin 2020).
Si vous disposez d'ouvrages ou d'articles de référence ou si vous connaissez des sites web de qualité traitant du thème abordé ici, merci de compléter l'article en donnant les références utiles à sa vérifiabilité et en les liant à la section « Notes et références ».
Pour les articles homonymes, voir Dickerson.
Walt Dickerson est un vibraphoniste américain né le 16 avril 1931 à Philadelphie et mort le 15 mai 2008 à Willow Grove.

## Biographie
Il commence à enregistrer en 1961 sur le label Prestige des disques qui parfois font penser au Modern Jazz Quartet. Très actif dans la première moitié des années 1960, il s'entourera de musiciens intéressants et au parcours original qui le feront évoluer vers une musique empreinte d'une grande liberté. On le voit ainsi en compagnie de Sun Ra (sideman par deux fois au cours de cette période) et Andrew Hill (To My Queen).
On ne retrouve aucune trace d'enregistrement de 1965 à 1975 où il réapparaît sur le label danois SteepleChase pour lequel il enregistre 7 albums entre 1975 et 1977 et 6 rien que pour l'année 1978. Sa musique a profondément changé et il se positionne comme un très grand improvisateur, novateur sur l'instrument. Ainsi il n'hésite pas à se produire en trio, duo et solo. Parmi ses partenaires, on retrouve Sun Ra (Visions), Pierre Dorge, Richard Davis, Jammaladen Tacuma, Andrew Cyrille, Andy McKee ou encore l'étonnant batteur Jimmy Johnson.
Très personnelle, sa musique se caractérise par un grand lyrisme, des silences, des changements de rythme, une très grande écoute de ses partenaires et un discours qui traduit une totale implication comme en témoigne son chant par-dessus son jeu. Il ne triche pas et n'intègre aucun cliché. Pas besoin d'un thème très long, Walt Dickerson est tout de suite dans son improvisation qu'il vit et fait vivre intensément. Curieusement, son jeu fait davantage penser à celui des saxophonistes (son admiration pour Coltrane se fait parfois ressentir) ou des trompettistes qu'à celui des vibraphonistes.
Son dernier enregistrement, en trio bien sûr, date de 1982 sur le label italien Soul Note.
Walt Dickerson fait partie de ces géants, de ces précurseurs qui sont passés totalement inaperçus, et dont la musique ne vieillit pas. On peine ainsi à trouver des éléments sur sa biographie, que ce soit sur Internet ou dans les revues spécialisées. Ses interviews sont rarissimes.

## Discographie sélective
- Impressions of A Patch of Blue (1965. Certains pièces en trio, Sun Ra au piano et au clavecin, un climat étonnant, sa musique se projette dans l'avenir, on est déjà très loin du M.J.Q.
- Visions (1978) en duo avec Sun Ra.
- To my queen revisited (1978) en trio et une longue pièce en quartet avec un ancien pianiste de Stan Getz (Albert Dailey), le disque qui offre des clés pour pénétrer l'univers musical de Walt.
- Peace (1975) un trio royal (Andrew Cyrille est le batteur) basé sur l'improvisation, l'écoute, le tout avec beaucoup d'inspiration.
- To my son (1978) autre trio superbe avec Andy McKee et Jimmi Johnson.
- I heard you John (1978) étonnant duo avec Jimmy Johnson dédié à Coltrane, dernière période.